# John Fogerty

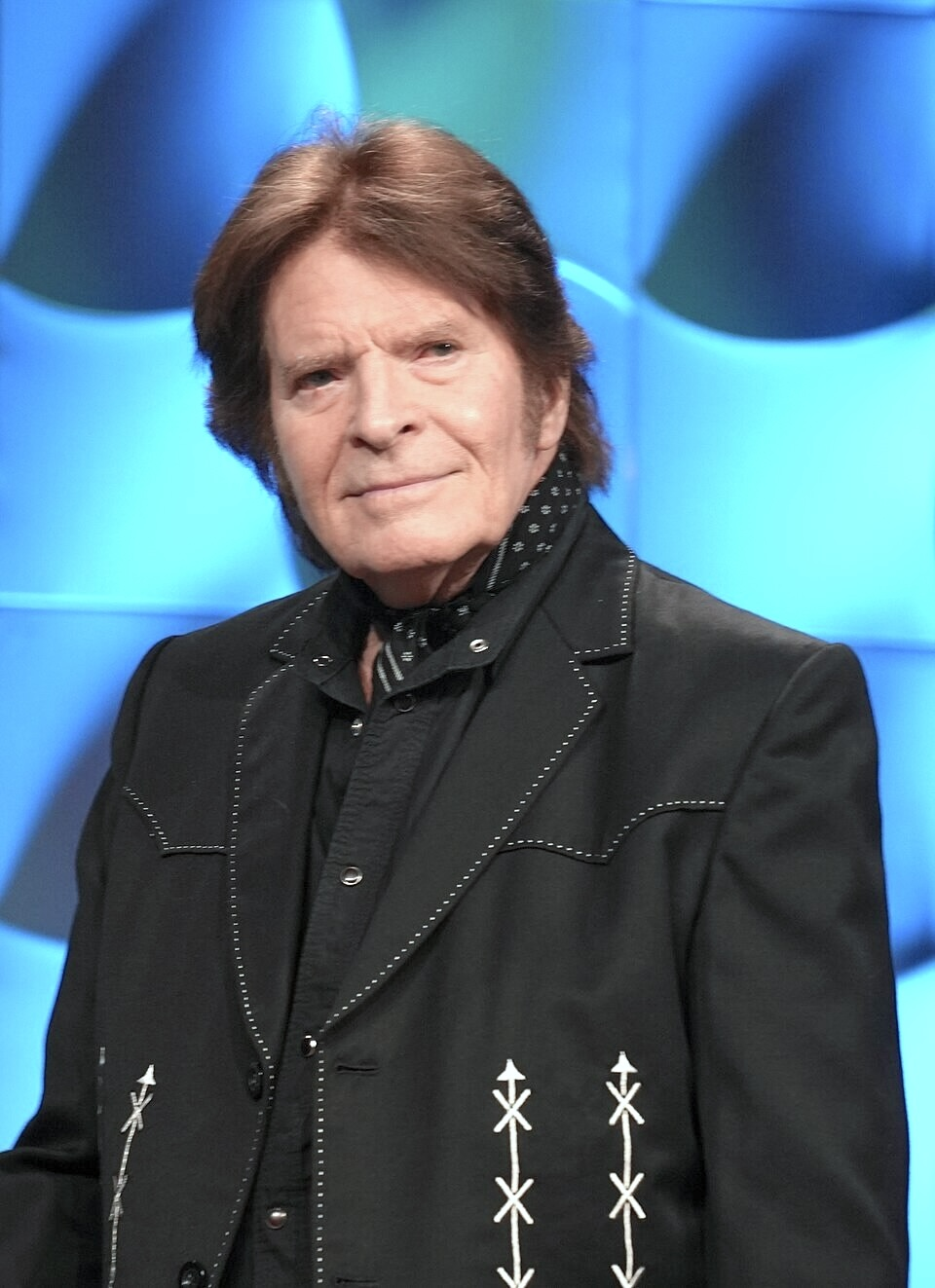
John Fogerty (2025)

John Cameron Fogerty (* 28. Mai 1945 in Berkeley, Kalifornien) ist ein US-amerikanischer Sänger, Songwriter und Rockgitarrist, der vor allem als Gründer und musikalischer Kopf der Rockband Creedence Clearwater Revival („CCR“) bekannt wurde.

## Biografie

### Frühe Jahre
Fogerty wurde in Berkeley, Kalifornien, geboren und wuchs als dritter von fünf Söhnen von Galen Robert und Edith Lucile Fogerty in El Cerrito auf. Sein Vater stammte aus Iowa und arbeitete als Setzer, seine Mutter war Lehrerin. Fogerty besuchte zunächst eine katholische Schule. In seiner Biografie Fortunate Son äußerte sich Fogerty kritisch über seine frühe Schulzeit und gab an, dass er im Unterricht nicht auf die Toilette gehen durfte, wenn er darum bat, und dass er sich häufig einnässte und gezwungen war, in seiner nassen Kleidung dazusitzen.
Nach einem Jahr wechselte Fogerty in die nahe gelegene Harding Grammar School. In seiner Biografie schreibt er, dass seine Eltern Alkoholiker waren und sich scheiden ließen, als er in der dritten oder vierten Klasse war. Später besuchte er die St. Mary's High School und wechselte dann an die El Cerrito High School, wo er die anderen zukünftigen Mitglieder von CCR kennenlernte und Gitarrenunterricht bei Barry Olivier, dem Gründer und Produzenten des Berkeley Folk Festivals, nahm. Fogertys älterer Bruder Tom war Gitarrist und Bandkollege in der Gruppe, aus der schließlich CCR wurde. Fogerty verbrachte seine Sommerferien in Putah Creek in der Nähe von Winters, Kalifornien, das zum Thema des CCR-Songs „Green River“ wurde.

### Militärdienst
Fogerty erhielt 1966 seinen Einberufungsbescheid für den Militärdienst während des Vietnamkriegs. Am selben Tag, an dem er den Bescheid erhielt, ging er zu einem örtlichen Rekrutierer der United States Army Reserve, der ihn sofort für die Ausbildung zum Lagerarbeiter anmeldete. Während seiner Zeit in der Army Reserve nahm Fogerty an Schulungen in Fort Bragg, Fort Knox und Fort Lee teil. Er beendete seinen aktiven Dienst im Juli 1967 und diente dann als Teilzeit-Reservist bis zu seiner Entlassung im Jahr 1968.

### Musikalische Karriere
John Fogerty war Frontmann und Leadgitarrist der Band Creedence Clearwater Revival (CCR), die aus der von ihm und seinem Schulfreund Doug Clifford 1959 gegründeten Band The Blue Velvets – später von der Plattenfirma in The Golliwogs umbenannt – hervorging. Weitere Mitglieder unter allen drei Bandnamen waren Stu Cook und John Fogertys älterer Bruder Tom, der die Rhythmusgitarre spielte und in der Anfangszeit auch der Sänger der Formation war. Doch schon 1967, bei den letzten Aufnahmen unter dem Namen The Golliwogs, löste John, nachdem er von seinem Militärdienst zurückgekehrt war, seinen Bruder als Sänger der Band ab, die sich von nun an Creedence Clearwater Revival nannte. Zwischen 1969 und 1972 hatten Creedence Clearwater Revival neun Top-Ten-Singles wie Fortunate Son, Proud Mary, Bad Moon Rising und Have You Ever Seen the Rain?.
Inhaltlich sind seine Lieder geprägt von seiner Faszination für die amerikanischen Südstaaten und dem Pioniergeist des idyllischen Amerikas Mark Twains. So sang und schrieb er über den Raddampfer „Proud Mary“, den Mississippi River sowie über Ochsenfrösche und Mangrovensümpfe (z. B. in Green River und Born on the bayou). Als Kalifornier, der damals noch nie in die Südstaaten gereist war, verwendete er teils Worte in einem Fantasie-Südstaaten-Dialekt.
Fogerty verlor sämtliche Rechte an seinen CCR-Liedern, weil der Produzent Saul Zaentz als Besitzer von Fantasy Records mit ihm einen Knebelvertrag für die CCR-Platten abgeschlossen hatte, weshalb Fogerty jahrzehntelang sein eigenes Material nicht spielen durfte.
Nach seiner Zeit bei Creedence Clearwater Revival begann Fogerty eine Solokarriere. 1973 erschien sein Album Blue Ridge Rangers, auf dem er alle Instrumente spielte. Die Songs waren zum Teil Gospel-Songs wie Have Thine Own Way, Lord oder Working on a Building. Zwei Singles aus diesem Album konnten sich in den Top-40 der Billboard Hot 100 platzieren: die Coverversion von Jambalaya (On the Bayou) sowie der Song Hearts of Stone. Eine weitere Single aus Blue Ridge Rangers – You Don't Owe Me / Back in the Hills – erschien im Herbst 1973, blieb jedoch weitgehend unbeachtet.
Die erste unter seinem Namen erschienene Single war Comin’ Down the Road, die auf keinem regulären Album enthalten war. Sie erreichte Anfang 1974 Platz 37 in den deutschen Singlecharts. Das Album John Fogerty kam 1975 heraus, mit eher mäßigem Erfolg. Darauf sind die Lieder Almost Saturday Night und Rockin’ All Over the World, das in der Cover-Version von Status Quo zum Welthit wurde.
Die nächsten Jahre waren weniger durch musikalische Veröffentlichungen geprägt, sondern mehr durch einen Rechtsstreit mit dem Label Fantasy Records und Saul Zaentz, die John Fogerty nicht aus dem Plattenvertrag entlassen wollten, der Knebelcharakter hatte. Dies lähmte die Schaffenskraft des Musikers. John Fogerty rächte sich später mit eindeutig zweideutigen Songs wie Mr. Greed und Zanz Can’t Danz, der nach weiteren Rechtsstreitigkeiten schließlich in Vanz Can’t Danz umbenannt werden musste.
Mitte der achtziger Jahre gelang John Fogerty ein Comeback. Das Album Centerfield mit den Hits The Old Man Down the Road und Rock and Roll Girls kam 1985 auf Platz 1 der Billboard-Pop-Album-Charts. Auch dieses Album spielte Fogerty als One Man Band ein. 1986 war The Eye of the Zombie weit weniger erfolgreich. 1997 erschien das Album Blue Moon Swamp und 1998 das Live-Album Premonition, das viele alte CCR-Songs sowie seine größten Soloerfolge enthält.
Als Grenzgänger nahm Fogerty immer wieder Titel im Country-Sound auf, die unter anderem auf CMT liefen (z. B. der Country-Rock-Song Southern Streamline oder das gesamte Album The Blue Ridge Rangers Rides Again 2009). 2004 wurde das Album Deja Vu (All Over Again) veröffentlicht; das Titelstück ist ein Protestsong gegen den Irakkrieg. Das Album enthält neben weiteren typischen Fogerty-Nummern auch ein Duett mit Mark Knopfler. Während dieser Zeit wurde auch die politische Einstellung Fogertys deutlich, da er an der von Bruce Springsteen organisierten Vote for change Tour 2004 teilnahm, deren Ziel es war, John Kerry in dessen Präsidentschaftswahlkampf zu unterstützen. Während der Tour absolvierte Fogerty seinen Auftritt ohne eigene Band. Vielmehr spielte er mit Springsteens E Street Band, beispielsweise das Titelstück der seinerzeit neuen CD, aber auch ältere Lieder wie Centerfield oder Travellin' Band.
Ende 2005 erschien das Best-of-Album The Long Road Home, nachdem sich John Fogerty mit dem zwischenzeitlich unter neuem Management agierenden Label Fantasy nach 30 Jahren wieder geeinigt hatte. Das Album enthielt einen Abriss über das Gesamtwerk von Fogerty aus der Zeit mit Creedence Clearwater Revival und seinen Soloplatten, außerdem vier Live-Aufnahmen, jedoch keine neuen Songs. Unter demselben Titel ist im Juni 2006 eine Konzert-DVD erschienen, die im September 2005 im Wiltern Theatre in Los Angeles mitgeschnitten wurde.
Im Oktober 2007 erschien mit Revival Fogertys erstes Studioalbum nach drei Jahren. Im Rahmen seiner Revival-Tournee 2008 wurde während des Konzerts in der Royal Albert Hall in London am 24. Juni ein Konzert mitgeschnitten, das unter dem Namen Comin’ Down the Road am 11. Dezember 2009 auf DVD veröffentlicht wurde.
John Fogerty tourt regelmäßig durch Europa. Seine Band besteht aus wechselnden Musikern, die auch bekannte Musiker wie James Intveld, Kenny Aronoff und Billy Burnette einschließt.

### Rolle als Songschreiber und Cover-Versionen
Proud Mary wurde von Ike und Tina Turner gecovert und ist einer ihrer größten Hits. Elvis Presley nahm das Lied erstmals Anfang 1970 in sein Live-Repertoire auf und hatte es bis Mitte der 1970er Jahre in seinem Programm. Giorgio Moroder hat kurz nach Veröffentlichung eine Bubblegum-Version auf den Markt gebracht.
Rockin’ All Over the World wurde von Status Quo aufgenommen und ist in dieser Version weit bekannter als das Original. Auch die amerikanische Rockband Bon Jovi und Bruce Springsteen spielen diesen Song in Fogertys Version regelmäßig im Rahmen ihrer Live-Konzerte.
Almost Saturday Night wurde von Dave Edmunds als Single herausgebracht.
Have You Ever Seen the Rain brachte Bonnie Tyler in die Charts, und auch der britische Sänger Rod Stewart und die Spin Doctors feierte mit dem Song Erfolge. Ebenso coverten die Ramones das Lied auf ihrem Album Acid Eaters.
Die amerikanische Countrysängerin Emmylou Harris nahm 1981 eine Version von Bad Moon Rising für ihr Album Evangeline auf. Die Grunge-Band Nirvana sowie die Alternative-Country-Band 16 Horsepower spielten in den 1990er Jahren häufig live auf Konzerten ihre Interpretationen des Titels.
Sein Song Lookin' Out My Back Door wurde von der Melodic-Death-Metal-Band Children of Bodom in deren eigenem Stil gecovert.
Von Green River existieren Coverversionen von Bill Wyman's Rhythm Kings und des Australiers Ian Moss (Cold Chisel), eine LoFi-Version des US-amerikanischen Singer-Songwriters M. Ward und eine Live-Aufnahme des Schweizer Gitarristen Hank Shizzoe.

### Privates
John Fogerty ist seit 1991 in zweiter Ehe mit Julie Lebiedzinski verheiratet, mit der er vier Kinder hat. Seiner Frau hat er den Titel Joy of My Life gewidmet. Aus erster Ehe mit Martha Paiz hat er drei Kinder. Seine Söhne Shane und Tyler spielen seit 2017 in Fogertys Liveband. Außerdem sind sie mit ihrer eigenen Formation Hearty Har auf Tour.

## Diskografie

### Studioalben
| Jahr | Titel                              | Höchstplatzierung, Gesamtwochen, AuszeichnungChartplatzierungen (Jahr, Titel, Platzierungen, Wochen, Auszeichnungen, Anmerkungen) | Höchstplatzierung, Gesamtwochen, AuszeichnungChartplatzierungen (Jahr, Titel, Platzierungen, Wochen, Auszeichnungen, Anmerkungen) | Höchstplatzierung, Gesamtwochen, AuszeichnungChartplatzierungen (Jahr, Titel, Platzierungen, Wochen, Auszeichnungen, Anmerkungen) | Höchstplatzierung, Gesamtwochen, AuszeichnungChartplatzierungen (Jahr, Titel, Platzierungen, Wochen, Auszeichnungen, Anmerkungen) | Höchstplatzierung, Gesamtwochen, AuszeichnungChartplatzierungen (Jahr, Titel, Platzierungen, Wochen, Auszeichnungen, Anmerkungen) | Anmerkungen                              |
| Jahr | Titel                              | DE | AT | CH | UK | US | Anmerkungen                              |
| ---- | ---------------------------------- | --- | --- | --- | --- | --- | ---------------------------------------- |
| 1973 | The Blue Ridge Rangers             | — | — | — | — | US47 (15 Wo.)US | Erstveröffentlichung: April 1973         |
| 1975 | John Fogerty                       | — | — | — | — | US78 (7 Wo.)US | Erstveröffentlichung: September 1975     |
| 1985 | Centerfield                        | DE23 (16 Wo.)DE | AT2 (22 Wo.)AT | CH4 (15 Wo.)CH | UK48 (11 Wo.)UK | US1 ×2Doppelplatin · (51 Wo.)US                                                                                                   | Erstveröffentlichung: 15. Januar 1985    |
| 1986 | Eye of the Zombie                  | — | AT15 (2 Wo.)AT | CH15 (4 Wo.)CH | — | US26 Gold · (19 Wo.)US | Erstveröffentlichung: 1. Oktober 1986    |
| 1997 | Blue Moon Swamp                    | DE28 (15 Wo.)DE | AT46 (1 Wo.)AT | CH26 (14 Wo.)CH | — | US37 Gold · (31 Wo.)US | Erstveröffentlichung: 16. Mai 1997       |
| 2004 | Deja Vu All Over Again             | DE61 (1 Wo.)DE | — | CH56 (2 Wo.)CH | — | US23 (5 Wo.)US | Erstveröffentlichung: 17. September 2004 |
| 2007 | Revival                            | DE24 (4 Wo.)DE | AT39 (4 Wo.)AT | CH45 (7 Wo.)CH | UK80 (1 Wo.)UK | US14 (15 Wo.)US | Erstveröffentlichung: 2. Oktober 2007    |
| 2009 | The Blue Ridge Rangers Rides Again | DE32 (2 Wo.)DE | AT50 (3 Wo.)AT | CH29 (4 Wo.)CH | UK98 (1 Wo.)UK | US24 (8 Wo.)US | Erstveröffentlichung: 28. August 2009    |
| 2013 | Wrote a Song for Everyone          | DE24 (4 Wo.)DE | AT11 (5 Wo.)AT | CH25 (3 Wo.)CH | UK75 (1 Wo.)UK | US3 (15 Wo.)US | Erstveröffentlichung: 24. Mai 2013       |

grau schraffiert: keine Chartdaten aus diesem Jahr verfügbar

### Livealben & Kompilationen
| Jahr | Titel                          | Höchstplatzierung, Gesamtwochen, AuszeichnungChartplatzierungen (Jahr, Titel, Platzierungen, Wochen, Auszeichnungen, Anmerkungen) | Höchstplatzierung, Gesamtwochen, AuszeichnungChartplatzierungen (Jahr, Titel, Platzierungen, Wochen, Auszeichnungen, Anmerkungen) | Höchstplatzierung, Gesamtwochen, AuszeichnungChartplatzierungen (Jahr, Titel, Platzierungen, Wochen, Auszeichnungen, Anmerkungen) | Höchstplatzierung, Gesamtwochen, AuszeichnungChartplatzierungen (Jahr, Titel, Platzierungen, Wochen, Auszeichnungen, Anmerkungen) | Höchstplatzierung, Gesamtwochen, AuszeichnungChartplatzierungen (Jahr, Titel, Platzierungen, Wochen, Auszeichnungen, Anmerkungen) | Anmerkungen                                         |
| Jahr | Titel                          | DE | AT | CH | UK | US | Anmerkungen                                         |
| ---- | ------------------------------ | --- | --- | --- | --- | --- | --------------------------------------------------- |
| 1998 | Premonition                    | DE47 (8 Wo.)DE | — | CH38 (4 Wo.)CH | — | US29 Gold · (16 Wo.)US | Erstveröffentlichung: 2. Juni 1998 Livealbum        |
| 2005 | The Long Road Home             | DE78 (8 Wo.)DE | — | — | UK32 Silber · (6 Wo.)UK | US13 Gold · (19 Wo.)US | Erstveröffentlichung: 1. November 2005 Kompilation  |
| 2020 | 50 Year Trip: Live at Red Rock | DE25 (1 Wo.)DE | AT57 (1 Wo.)AT | CH63 (1 Wo.)CH | — | — | Erstveröffentlichung: 24. Januar 2020 Livealbum     |
| 2020 | Fogerty’s Factory              | — | — | CH39 (2 Wo.)CH | — | — | Erstveröffentlichung: 20. November 2020 Kompilation |

Weitere Alben
- 1976: Hoodoo
- 1998: Live
- 2007: The Best of the Songs of
- 2008: Hoodoo (The Lost Album) (Das bisher unveröffentlichte Album von 1976)
- 2009: Comin' Down the Road: The Concert at Royal Albert Hall
- 2010: Centerfield 25th Anniversary
- 2011: Live In Texas
- 2011: Live In Chicago
- 2014: On Stage 2007
- 2015: Rock & Roll All Stars – Five Broadcasts
- 2016: On the Box
- 2017: Live On Air (mit Jerry Garcia)

### Singles
| Jahr | Titel Album                                     | Höchstplatzierung, Gesamtwochen, AuszeichnungChartplatzierungen (Jahr, Titel, Album, Platzierungen, Wochen, Auszeichnungen, Anmerkungen) | Höchstplatzierung, Gesamtwochen, AuszeichnungChartplatzierungen (Jahr, Titel, Album, Platzierungen, Wochen, Auszeichnungen, Anmerkungen) | Höchstplatzierung, Gesamtwochen, AuszeichnungChartplatzierungen (Jahr, Titel, Album, Platzierungen, Wochen, Auszeichnungen, Anmerkungen) | Höchstplatzierung, Gesamtwochen, AuszeichnungChartplatzierungen (Jahr, Titel, Album, Platzierungen, Wochen, Auszeichnungen, Anmerkungen) | Höchstplatzierung, Gesamtwochen, AuszeichnungChartplatzierungen (Jahr, Titel, Album, Platzierungen, Wochen, Auszeichnungen, Anmerkungen) | Anmerkungen                         |
| Jahr | Titel Album                                     | DE | AT | CH | UK | US | Anmerkungen                         |
| ---- | ----------------------------------------------- | --- | --- | --- | --- | --- | ----------------------------------- |
| 1972 | Jambalaya (On the Bayou) The Blue Ridge Rangers | — | — | — | — | US16 (16 Wo.)US | Erstveröffentlichung: November 1972 |
| 1973 | Hearts of Stone The Blue Ridge Rangers          | DE33 (3 Wo.)DE | AT12 (8 Wo.)AT | — | — | US37 (12 Wo.)US | Erstveröffentlichung: März 1973     |
| 1973 | Comin’ Down the Road –                          | DE37 (2 Wo.)DE | — | — | — | — | Erstveröffentlichung: November 1973 |
| 1975 | Rockin’ All over the World John Fogerty         | DE40 (2 Wo.)DE | — | — | — | US27 (11 Wo.)US | Erstveröffentlichung: August 1975   |
| 1975 | Almost Saturday Night John Fogerty              | — | — | — | — | US78 (3 Wo.)US | Erstveröffentlichung: November 1975 |
| 1976 | You Got The Magic Hoodoo                        | — | — | — | — | US87 (4 Wo.)US | Erstveröffentlichung: April 1976    |
| 1984 | The Old Man Down the Road Centerfield           | DE49 (8 Wo.)DE | AT12 (8 Wo.)AT | CH27 (1 Wo.)CH | UK90 (4 Wo.)UK | US10 (18 Wo.)US | Erstveröffentlichung: Dezember 1984 |
| 1985 | Rock and Roll Girls Centerfield                 | — | AT10 (12 Wo.)AT | — | UK83 (3 Wo.)UK | US20 (12 Wo.)US | Erstveröffentlichung: März 1985     |
| 1985 | Centerfield                                     | — | — | — | — | US44 (13 Wo.)US | Erstveröffentlichung: Mai 1985      |
| 1986 | Eye of the Zombie                               | — | — | CH25 (1 Wo.)CH | — | US81 (4 Wo.)US | Erstveröffentlichung: August 1986   |

grau schraffiert: keine Chartdaten aus diesem Jahr verfügbar

### Videoalben
- 2006: The Long Road Home – In Concert (DE: Gold, UK: Silber, US: ×2Doppelplatin )

### Creedence Clearwater Revival
- 1968: Creedence Clearwater Revival
- 1969: Bayou Country
- 1969: Willy and the Poor Boys
- 1969: Green River
- 1970: Cosmo’s Factory
- 1970: Pendulum
- 1972: Mardi Gras

Ohne John Fogertys Zustimmung wurden veröffentlicht (da die Rechte der Songs bei Saul Zaentz lagen):
- 1973: Creedence Gold
- 1973: More Creedence Gold
- 1973: Live in Europe
- 1976: Chronicle I
- 1980: The Concert
- 1986: Chronicle II

## Auszeichnungen für Musikverkäufe
| Silberne Schallplatte - Vereinigtes Königreich - 2017: für die Autorenbeteiligung Proud Mary (Tina Turner) Goldene Schallplatte - Australien - 1998: für das Album Premonition - Dänemark - 2021: für die Autorenbeteiligung und Produktion Bad Moon Rising (Creedence Clearwater Revival) - Deutschland - 19??: für die Autorenbeteiligung und Produktion Proud Mary - 19??: für die Autorenbeteiligung und Produktion Hey Tonight - 2023: für die Autorenbeteiligung und Produktion Fortunate Son (Creedence Clearwater Revival) - 2023: für die Autorenbeteiligung und Produktion Have You Ever Seen the Rain? (Creedence Clearwater Revival) - Finnland - 1986: für das Album Centerfield - 1997: für das Album Blue Moon Swamp - Niederlande - 2007: für das Album The Long Road Home - Norwegen - 1998: für das Album Premonition - 2004: für das Album Deja Vu All Over Again - Schweden - 1998: für das Album Premonition - 2004: für das Album Deja Vu All Over Again - 2007: für das Album Revival - 2009: für das Album The Blue Ridge Rangers - Vereinigte Staaten - 1971: für die Autorenbeteiligung und Produktion Have You Ever Seen the Rain? (Creedence Clearwater Revival) - 1990: für die Autorenbeteiligung und Produktion Sweet Hitch-Hiker (Creedence Clearwater Revival) - 1990: für die Autorenbeteiligung und Produktion Green River (Creedence Clearwater Revival) - 2016: für die Autorenbeteiligung und Produktion Born on the Bayou (Creedence Clearwater Revival) - 2018: für die Autorenbeteiligung Run Through the Jungle (Creedence Clearwater Revisited) - Vereinigtes Königreich - 1977: für die Autorenbeteiligung Rockin’ All Over the World (Status Quo) Platin-Schallplatte - Argentinien - 2006: für das Videoalbum The Long Road Home – In Concert - Australien - 1997: für das Album Blue Moon Swamp - 2004: für das Videoalbum Premonition - 2016: für das Videoalbum Comin' Down the Road: The Concert at Royal Albert Hall - Dänemark - 2023: für die Autorenbeteiligung und Produktion Fortunate Son (Creedence Clearwater Revival) - 2023: für die Autorenbeteiligung und Produktion Have You Ever Seen the Rain? (Creedence Clearwater Revival) - Italien - 2019: für die Autorenbeteiligung und Produktion Have You Ever Seen the Rain? (Creedence Clearwater Revival) - 2021: für die Autorenbeteiligung und Produktion Fortunate Son (Creedence Clearwater Revival) - Neuseeland - 1985: für das Album Centerfield - 1986: für das Album Eye of the Zombie - Norwegen - 1997: für das Album Blue Moon Swamp - Vereinigte Staaten - 1990: für die Autorenbeteiligung und Produktion Lookin’ Out My Back Door (Creedence Clearwater Revival) - 1990: für die Autorenbeteiligung und Produktion Who’ll Stop the Rain (Creedence Clearwater Revival) - 2018: für die Autorenbeteiligung und Produktion Up Around the Bend (Creedence Clearwater Revival) - Vereinigtes Königreich - 2021: für die Autorenbeteiligung und Produktion Fortunate Son (Creedence Clearwater Revival) - 2022: für die Autorenbeteiligung und Produktion Bad Moon Rising (Creedence Clearwater Revival) - 2023: für die Autorenbeteiligung und Produktion Have You Ever Seen the Rain? (Creedence Clearwater Revival) | 2× Platin-Schallplatte - Australien - 1996: für das Album Centerfield - 2012: für das Album The Long Road Home - Neuseeland - 2007: für das Album The Long Road Home - Schweden - 1997: für das Album Blue Moon Swamp - Vereinigte Staaten - 2016: für die Autorenbeteiligung und Produktion Bad Moon Rising (Creedence Clearwater Revival) - 2019: für die Autorenbeteiligung und Produktion Down on the Corner (Creedence Clearwater Revival) - 2019: für die Autorenbeteiligung und Produktion Proud Mary (Creedence Clearwater Revival) 3× Platin-Schallplatte - Australien - 2007: für das Videoalbum The Long Road Home – In Concert - Vereinigte Staaten - 2018: für die Autorenbeteiligung und Produktion Fortunate Son (Creedence Clearwater Revival) - 2018: für die Autorenbeteiligung und Produktion Have You Ever Seen the Rain? (digital) (Creedence Clearwater Revival) 7× Platin-Schallplatte - Neuseeland - 2024: für die Autorenbeteiligung und Produktion Have You Ever Seen the Rain? (Creedence Clearwater Revival) 8× Platin-Schallplatte - Australien - 2024: für die Autorenbeteiligung und Produktion Have You Ever Seen the Rain? (Creedence Clearwater Revival) |

Anmerkung: Auszeichnungen in Ländern aus den Charttabellen bzw. Chartboxen sind in ebendiesen zu finden.
| Land/RegionAuszeichnungen für Musikverkäufe (Land/Region, Auszeichnungen, Verkäufe, Quellen) | Silber     | Gold       | Platin       | Verkäufe   | Quellen                                                                |
| -------------------------------------------------------------------------------------------- | ---------- | ---------- | ------------ | ---------- | ---------------------------------------------------------------------- |
| Argentinien (CAPIF)                                                                          | —          | —          | Platin1      | 8.000      | Discos de Oro y Platino (Memento vom 31. Mai 2011 im Internet Archive) |
| Australien (ARIA)                                                                            | —          | Gold1      | 18× Platin18 | 950.000    | aria.com.au                                                            |
| Dänemark (IFPI)                                                                              | —          | Gold1      | 2× Platin2   | 225.000    | ifpi.dk                                                                |
| Deutschland (BVMI)                                                                           | —          | 5× Gold5   | —            | 1.525.000  | musikindustrie.de                                                      |
| Finnland (IFPI)                                                                              | —          | 2× Gold2   | —            | 52.529     | ifpi.fi                                                                |
| Italien (FIMI)                                                                               | —          | —          | 2× Platin2   | 120.000    | fimi.it                                                                |
| Neuseeland (RMNZ)                                                                            | —          | —          | 11× Platin11 | 280.000    | aotearoamusiccharts.co.nz NZ2                                          |
| Niederlande (NVPI)                                                                           | —          | Gold1      | —            | 35.000     | nvpi.nl                                                                |
| Norwegen (IFPI)                                                                              | —          | 2× Gold2   | Platin1      | 95.000     | ifpi.no (Memento vom 5. November 2012 im Internet Archive)             |
| Schweden (IFPI)                                                                              | —          | 4× Gold4   | 2× Platin2   | 270.000    | sverigetopplistan.se                                                   |
| Vereinigte Staaten (RIAA)                                                                    | —          | 9× Gold9   | 19× Platin19 | 22.700.000 | riaa.com                                                               |
| Vereinigtes Königreich (BPI)                                                                 | 2× Silber2 | Gold1      | 3× Platin3   | 2.460.000  | bpi.co.uk                                                              |
| Insgesamt                                                                                    | 2× Silber2 | 26× Gold26 | 59× Platin59 |            |                                                                        |

## Auszeichnungen
- 1993: Rock and Roll Hall of Fame mit CCR
- 1997: Grammy für Blue Moon Swamp
- 1998: Orville Gibson Lifetime-Award
- 1998: Stern auf dem Hollywood Walk of Fame
- 2005: Songwriters Hall of Fame
- Der Rolling Stone listete Fogerty auf Rang 72 der 100 größten Sänger sowie auf Rang 40 der 100 größten Songwriter aller Zeiten.[18][19]